# Херд, Фредерик
Фредерик Сильвестер «Фред» Херд (англ. Frederick Sylvester "Fred" Hird, 6 декабря 1879 — 27 сентября 1952) — американский стрелок, олимпийский чемпион.
Фредерик Херд родился в 1879 году в Нью-Диггингсе, округ Лафайетт штат Висконсин. В 1900 году вступил в национальную гвардию штата Айова. Летом 1912 года на Олимпийских играх в Стокгольме Фредерик Херд стал чемпионом в стрельбе из малокалиберной винтовки на дистанции 50 м, а также завоевал бронзовые медали в командных первенствах по стрельбе из малокалиберной винтовки на дистанциях 25 и 50 м. В 1914 году участвовал в боевых действиях в районе мексиканской границы, принимал участие в Первой мировой войне. В 1943 году вышел в отставку в звании подполковника.